# 1960er
Portal Geschichte | Portal Biografien | Aktuelle Ereignisse | Jahreskalender | Tagesartikel

◄ |
19. Jh. |
20. Jahrhundert
| 21. Jh.

◄ |
1930er |
1940er |
1950er |
1960er
| 1970er | 1980er | 1990er | ►

1960 |
1961 |
1962 |
1963 |
1964 |
1965 |
1966 |
1967 |
1968 |
1969
Die 1960er-Jahre dauerten von 1960 bis 1969.
Es war unter anderem die Zeit des Vietnamkriegs, der Studentenbewegung und der sexuellen Revolution.

## Ereignisse

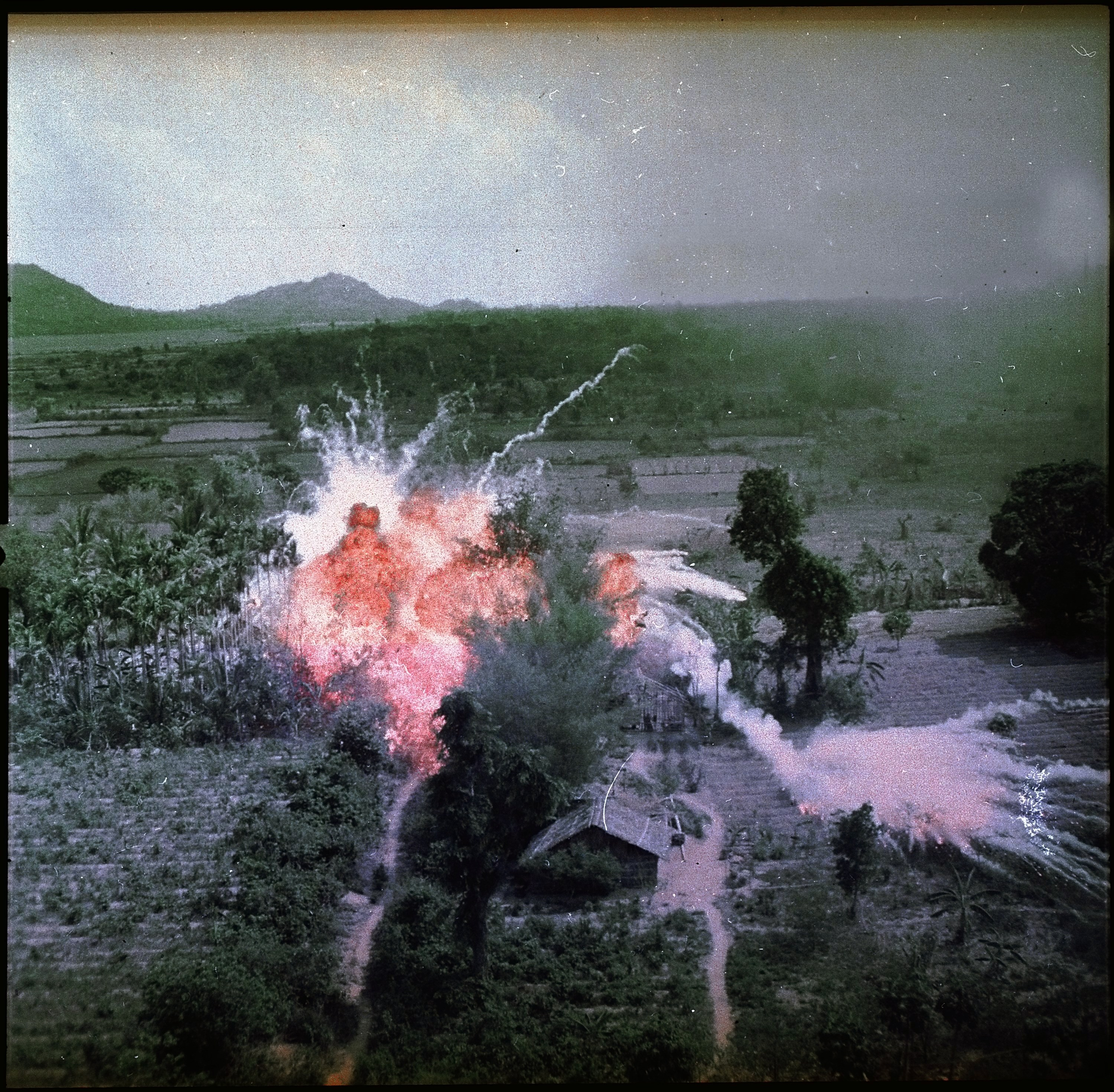
Napalm-Einsatz im Vietnamkrieg

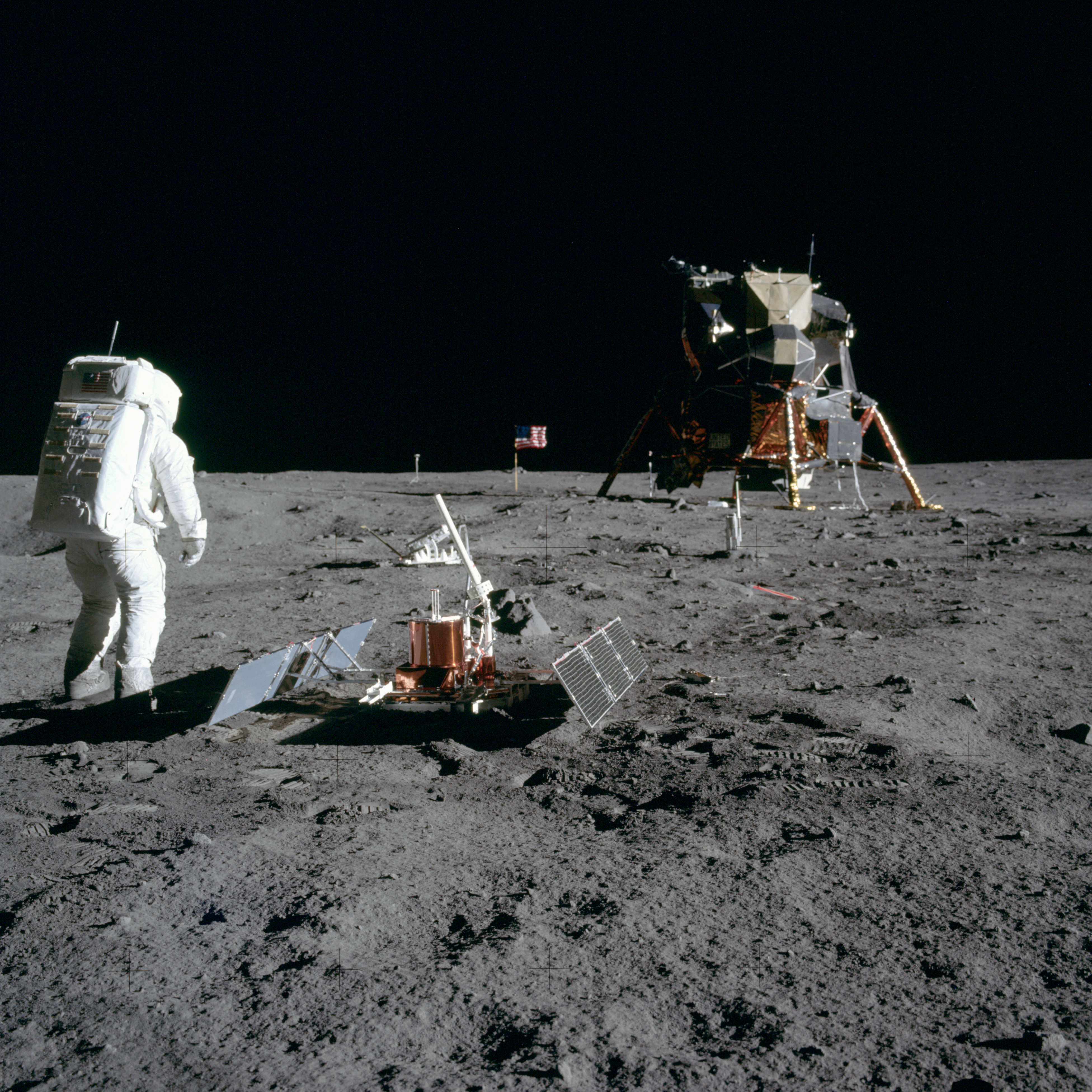
Apollo 11

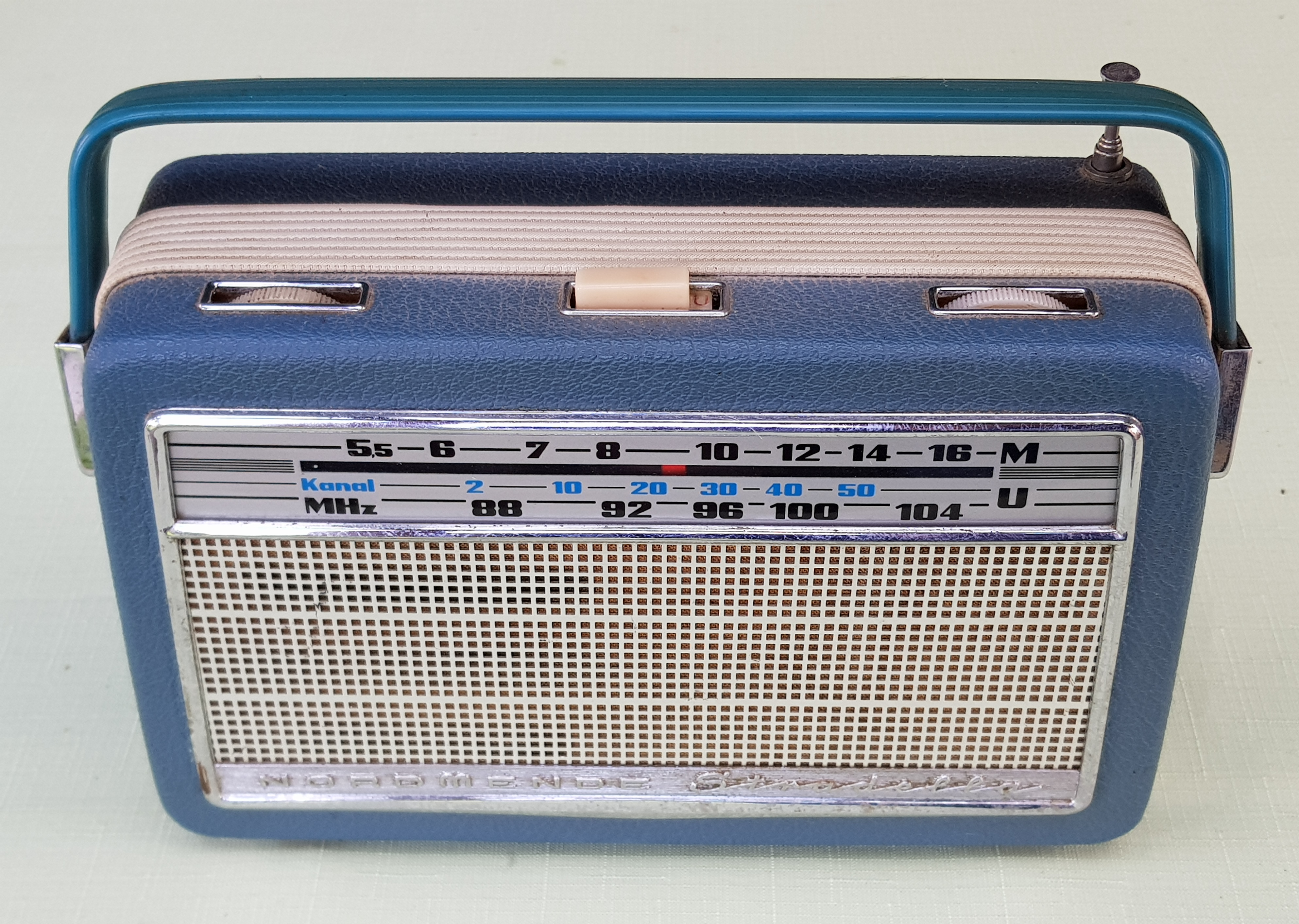
Transistorradio: Nordmende Stradella 1960 mit MW/UKW

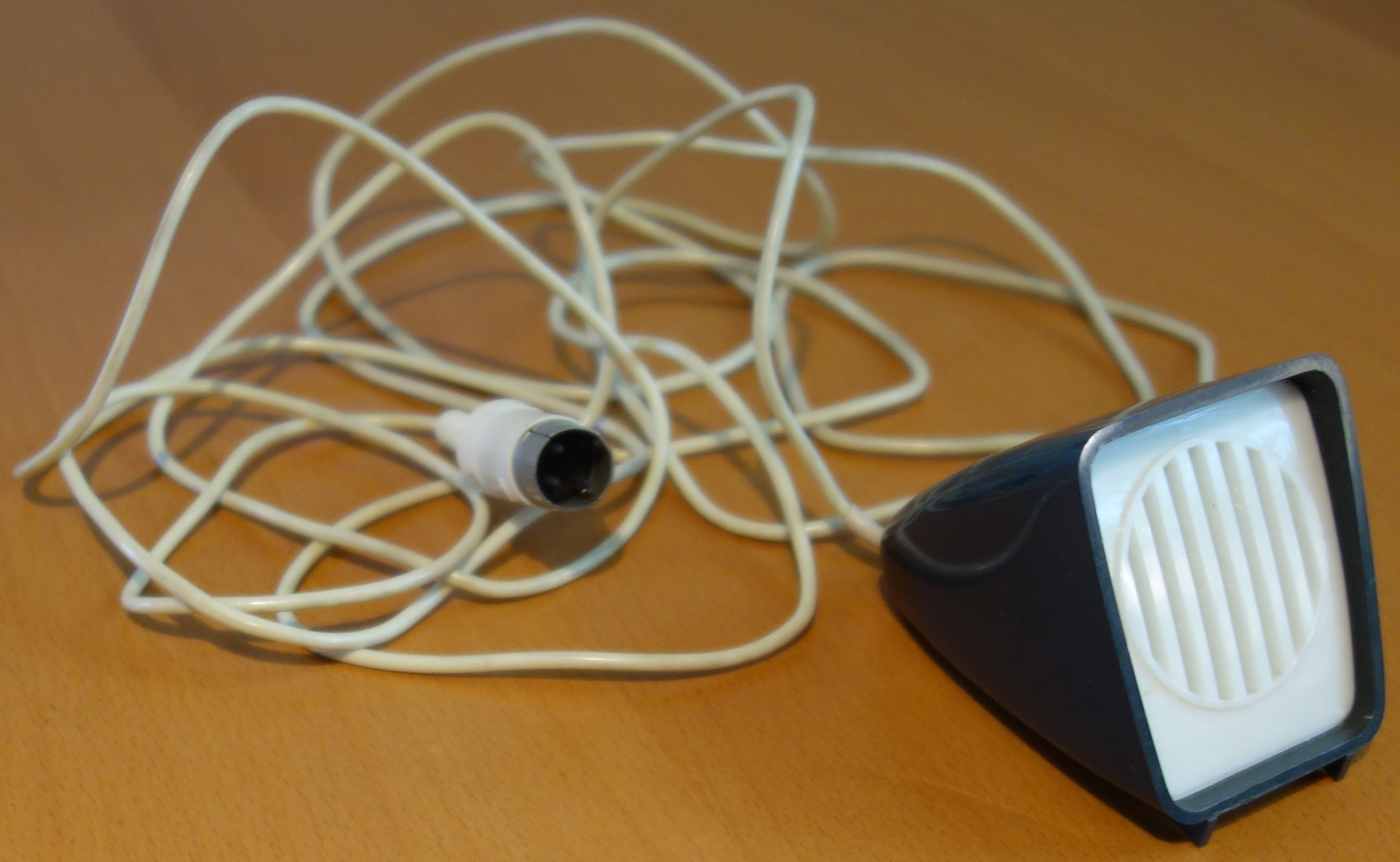
Tonbandgerät-Mikrofon der Firma Philips mit dreipoligem Diodenstecker

### Europa
- Bau der Berliner Mauer (1961)
- Contergan-Skandal (1961 bis 1970)
- Elbeflut in Hamburg (1962)
- Zweites Vatikanisches Konzil (1962–1965)
- Erschießung des FU-Studenten Benno Ohnesorg durch den Polizisten Karl-Heinz Kurras (1967)
- Die „sozialistische“ Verfassung der DDR tritt in Kraft (1968)
- Mai-Unruhen in Frankreich (1968)
- Deutsche Notstandsgesetze (1968)
- Außerparlamentarische Opposition (1966 bis 1969) in der Bundesrepublik Deutschland
- Erste Große Koalition in der Bundesrepublik Deutschland (1966–1969)
- Prager Frühling 1968 endet mit Einmarsch von Truppen des Warschauer Pakts in der Tschechoslowakei
- Die Gemeindereform beginnt Ende der 1960er. Sie reduziert die Zahl der Einzelgemeinden im Gebiet der Bundesrepublik Deutschland um zwei Drittel.

### Sowjetunion
- Erster Raumflug eines Menschen (Juri Gagarin) (1961)
- Oberirdische Explosion einer 60 MT-Wasserstoffbombe (1961)

### Amerika
- Erste zugelassene Antibabypille in den Vereinigten Staaten
- Bürgerrechtsbewegung in den USA
- Beginn des jahrzehntelangen Bürgerkriegs in Guatemala
- Brasília wird Hauptstadt Brasiliens (1960)
- Ermordung John F. Kennedys (1963)
- Flowerpower-Bewegung (1965)
- Ermordung Malcolm X’ (1965)
- Che Guevara wird in Bolivien erschossen, zur Schau gestellt und unbekannt verscharrt (1967)
- Der Ermordung Martin Luther Kings folgen Unruhen (1968)
- Ermordung Robert F. Kennedys (1968)
- Erste Mondlandung mit Apollo 11 (1969)
- Das Woodstock-Festival, (musikalischer) Höhepunkt der Hippie-Bewegung (15.–17. August 1969)
- Erstflug des Jumbo-Jet (Boeing 747) (1969)
- Stonewall-Unruhen in New York als Meilenstein der queeren Befreiungsbewegung (1969)

### Afrika
- Dekolonisation Afrikas
- Ermordung Lumumbas, der Kongo wird zur Diktatur

### Asien und Naher Osten
- Kulturrevolution in China (1966)
- Sechstagekrieg (1967)
- Vietnamkrieg (1964)

### Mehrere Kontinente
- Studentenbewegung (Höhepunkt 1968)
- Kubakrise (1962)
- Friedensbewegung

### Gesühnte und ungesühnte Nazijustiz
- 1965 bekommen 22 Männer, die im Vernichtungslager Auschwitz gedient haben, vor Gericht ihr Urteil verkündet: „Sechs werden zu lebenslanger Haft verurteilt, elf zu kürzeren Strafen, drei kommen aus Mangel an Beweisen frei.“[1]
- Fritz Gebhardt von Hahn wird zu acht Jahren Haft wegen „tausendfacher Beihilfe zum Mord“ verurteilt.[2]
- Um zu verhindern, dass NS-Morde ungesühnt bleiben wird im Rahmen der Verjährungsdebatte die Verjährungsfrist in der Bundesrepublik Deutschland für Mord verlängert.[3]
- Beate Klarsfeld gibt dem Bundeskanzler Kiesinger eine Ohrfeige und sagt zur Begründung, sie hätten es satt, dass dort oben ein Nazi sitzt.[4]

## Kulturgeschichte

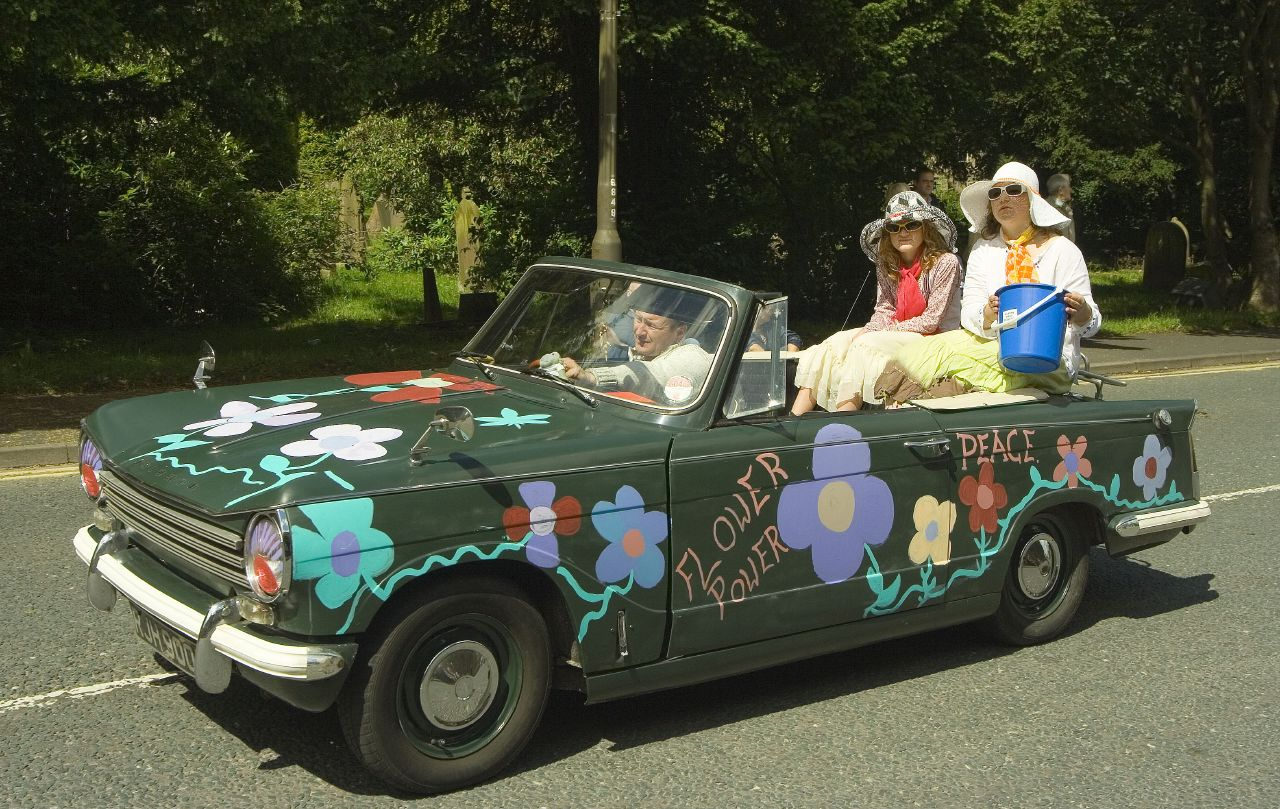
Flower-Power-Auto (von Triumph)

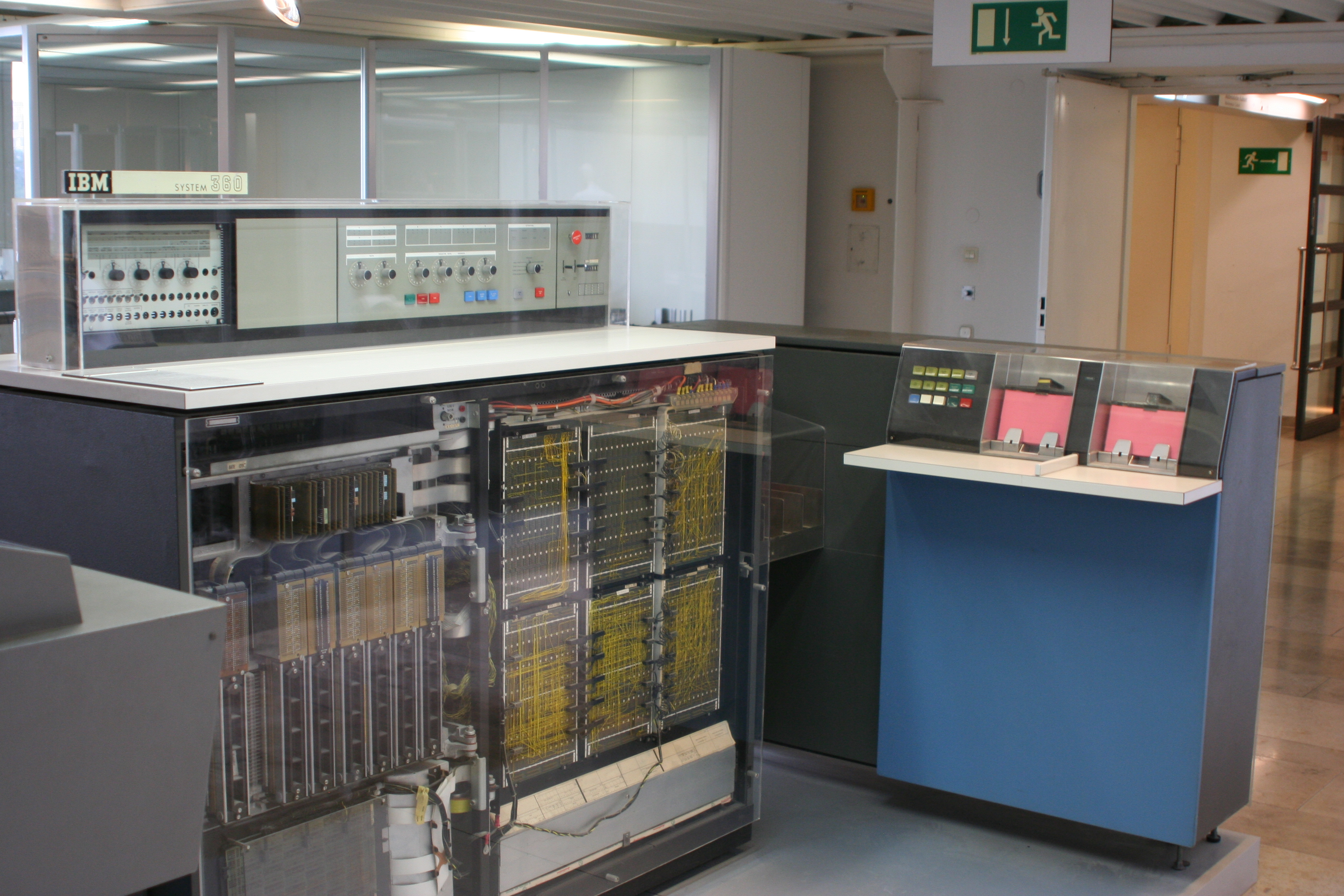
Ein IBM System 360/20, das Zeitalter der Großrechner

Panton-Stuhl, entworfen 1967 von Verner Panton

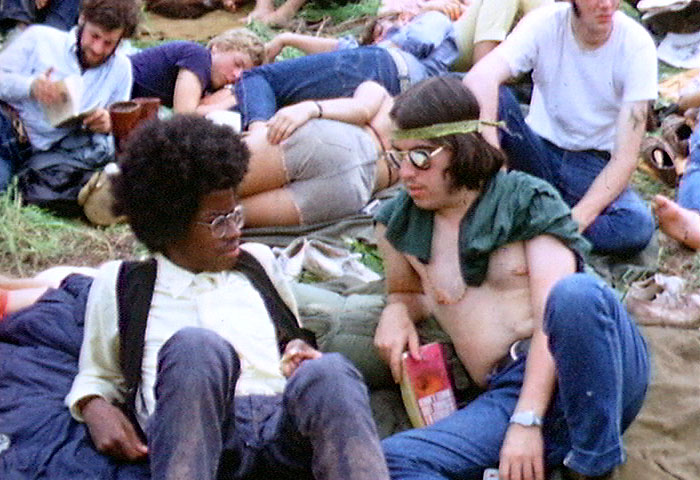
Besucher des Woodstock-Festivals

- Archigram
- Happening
- Fluxus
- Hippie / Flowerpower
- Pazifismus
- Marihuana
- Kommune
- LSD
- Minirock
- Bikini
- Rocker
- Sexuelle Revolution
- Feminismus
- Sit-in
- Studentenbewegung
- Swinging Sixties
- Stereofonie
- Tonbandgerät
- Trabantenstadt
- twen
- Schallplatten aus Vinyl
- Underground Comix
- Wiener Aktionismus
- Woodstock-Festival

### Fernsehen
- Am grünen Strand der Spree
- Batman
- Beat-Club
- Bonanza
- das aktuelle sportstudio
- Das Halstuch
- Die Firma Hesselbach
- Drittes Fernsehprogramm
- Einer wird gewinnen
- Farbfernsehen (Start in der Bundesrepublik 1967)
- Hotel Victoria
- Melissa
- Mit Schirm, Charme und Melone
- Raumpatrouille – Die phantastischen Abenteuer des Raumschiffes Orion
- Raumschiff Enterprise (ab 1972 in der Bundesrepublik)
- Sportschau
- Stahlnetz
- Straßenfeger
- The Green Hornet
- Tim Frazer
- Walter Cronkite
- ZDF
- ZDF-Hitparade (ab 1969)

Siehe auch: Chronologie des Fernsehens 1950 bis 1969 und Geschichte des Fernsehens in Deutschland

### Film

#### Strömungen
- Nouvelle Vague
- Neuer Deutscher Film
- New Hollywood
- Afrikanisches Kino
- Italowestern
- Aufklärungsfilm

#### Filmreihen
- Winnetou-Filme
- James-Bond-Filme
- Die Lümmel von der ersten Bank
- Edgar-Wallace-Filme

#### Einzelbeiträge international
- 2001: Odyssee im Weltraum
- Außer Atem
- Letztes Jahr in Marienbad
- Fahrstuhl zum Schafott
- The Trip
- Easy Rider
- Spiel mir das Lied vom Tod
- Für eine Handvoll Dollar
- Leichen pflastern seinen Weg
- Spartacus
- Cleopatra
- Lieben Sie Brahms?
- Was gibt’s Neues, Pussy?
- Dr. Seltsam oder: Wie ich lernte, die Bombe zu lieben
- Tanz der Vampire
- Der gewisse Kniff
- A Hard Day’s Night
- Der rosarote Panther
- Batman hält die Welt in Atem
- Frühstück bei Tiffany
- Zwei Banditen
- Die Reifeprüfung
- Bonnie und Clyde
- Der längste Tag
- Urteil von Nürnberg
- Psycho
- Die Vögel
- Lolita
- Oscar (Frankreich 1967)

Siehe auch unten bei Oscar-Gewinner

#### Einzelbeiträge national
- Spur der Steine
- Katzelmacher
- Liebe ist kälter als der Tod
- Der junge Törless
- Das Kaninchen bin ich
- Zur Sache, Schätzchen
- Ich bin ein Elefant, Madame
- Ich war neunzehn
- Der Fall Gleiwitz
- Beschreibung eines Sommers
- Nackt unter Wölfen
- Karbid und Sauerampfer
- Die Abenteuer des Werner Holt

#### Oscar-Gewinner
- 1960: Ben Hur
- 1961: Das Appartement
- 1962: West Side Story
- 1963: Lawrence von Arabien
- 1964: Tom Jones – Zwischen Bett und Galgen
- 1965: My Fair Lady
- 1966: Meine Lieder – meine Träume
- 1967: Ein Mann zu jeder Jahreszeit
- 1968: In der Hitze der Nacht
- 1969: Oliver

#### Goldene Palme bei den Filmfestspielen von Cannes
- 1960: Das süße Leben
- 1961: Noch nach Jahr und Tag und Viridiana
- 1962: Fünfzig Stufen zur Gerechtigkeit
- 1963: Der Leopard
- 1964: Die Regenschirme von Cherbourg
- 1965: Der gewisse Kniff
- 1966: Ein Mann und eine Frau und Aber, aber, meine Herren…
- 1967: Blow Up
- 1968: (nicht vergeben)
- 1969: If…

Siehe auch: Liste der Filmjahre (Ereignisse aus der Welt des Films, nach Jahren geordnet)

#### Kinder- und Jugendliteratur
- Ellis Kaut: Meister Eder und sein Pumuckl
- Maurice Sendak: Wo die wilden Kerle wohnen
- Max Kruse: Urmel aus dem Eis
- Michael Ende: Jim Knopf und Lukas der Lokomotivführer

### Populärmusik und Jazz

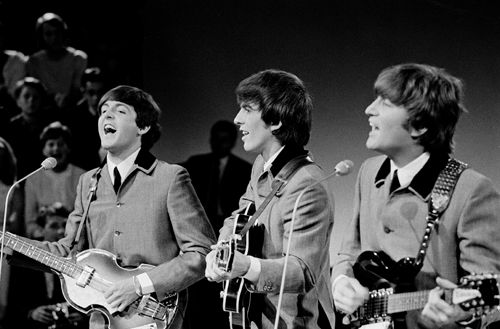
Die einflussreichste Band der 60er waren die Beatles

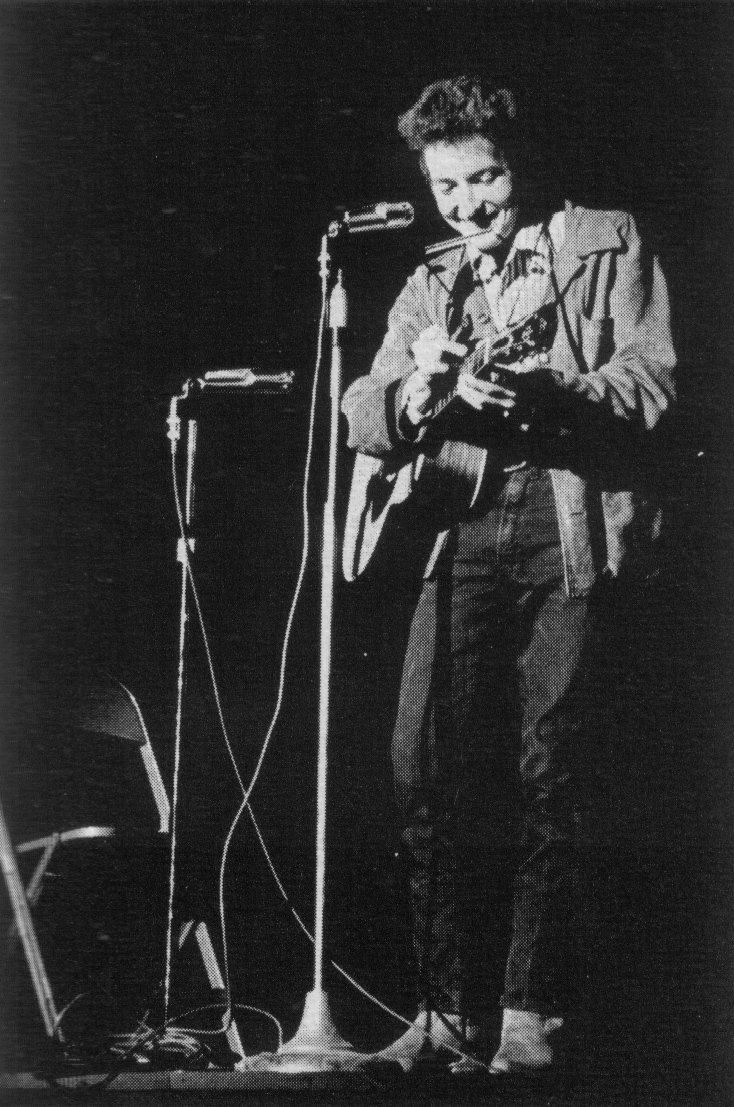
Bob Dylan, 1963

#### Strömungen
- Soul
- Funk
- Beatmusik
- Garage Rock
- Psychedelic Rock
- Progressive Rock
- Folk-Rock
- Country-Rock
- Singer-Songwriter
- Yéyé
- Ska
- Rocksteady
- Early Reggae
- Surfmusik
- Free Jazz
- Soul-Jazz
- Bossa Nova
- Tropicalismo

Siehe auch: Rockmusik der 1960er Jahre und Schlager – Die 1960er Jahre – Aufspaltung von Schlager und Popmusik

#### Relevante Veröffentlichungen

##### Lieder
(ausgewählt vom Rolling Stone)
- Georgia on My Mind (Ray Charles)
- Blowin’ in the Wind (Bob Dylan)
- I Want to Hold Your Hand (The Beatles)
- Be My Baby (The Ronettes)
- A Change Is Gonna Come (Sam Cooke)
- You’ve Lost That Lovin’ Feelin’ (The Righteous Brothers)
- Dancing in the Street (Martha & the Vandellas)
- Like a Rolling Stone (Bob Dylan)
- (I Can’t Get No) Satisfaction (Rolling Stones)
- My Generation (The Who)
- Yesterday (The Beatles)
- In My Life (The Beatles)
- People Get Ready (The Impressions)
- Help! (The Beatles)
- The Tracks of My Tears (Smokey Robinson and the Miracles)
- Good Vibrations (The Beach Boys)
- God Only Knows (The Beach Boys)
- River Deep – Mountain High (Ike & Tina Turner)
- Respect (Aretha Franklin)
- Purple Haze (Jimi Hendrix)
- A Day in the Life (The Beatles)
- Light My Fire (The Doors)
- Waterloo Sunset (The Kinks)
- Hey Jude (The Beatles)
- (Sittin’ On) The Dock of the Bay (Otis Redding)
- Sympathy for the Devil (The Rolling Stones)
- All Along the Watchtower (Jimi Hendrix)
- Gimme Shelter (The Rolling Stones)

##### Alben
- The Beatles: With the Beatles
- Johnny Cash: I Walk the Line
- The Beatles: Rubber Soul
- The Beatles: Revolver
- Pink Floyd: The Piper at the Gates of Dawn
- The Beatles: Sgt. Pepper’s Lonely Hearts Club Band
- Cream: Disraeli Gears
- The Beatles: White Album
- The Rolling Stones: Beggars Banquet
- Simon & Garfunkel: Bookends
- The Who: Tommy
- The Beach Boys: Pet Sounds
- Jimi Hendrix Experience: Electric Ladyland
- The Who: Live at Leeds
- The Rolling Stones: Let It Bleed
- Miles Davis: Bitches Brew
- Frank Zappa: Hot Rats

### Bildbeschreibung

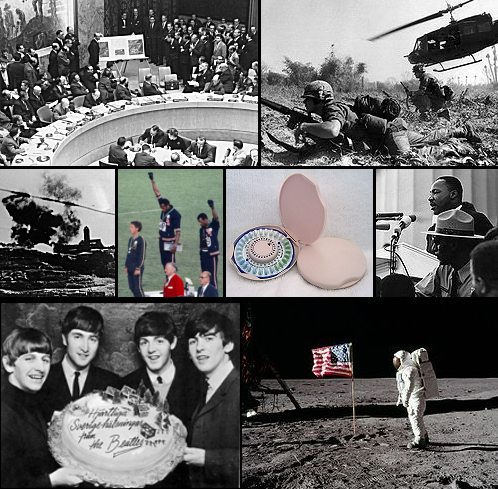
Das Aufmacher-Bild zum Thema sechziger Jahre

Auf diesem Bild ist folgendes zu sehen (zeilenweise von links nach rechts):
1. Eine  Dringlichkeitssitzung des UN-Sicherheitsrates während der Kubakrise. Die Welt stand damals nach der Meinung vieler Kommentatoren und Historiker am Rande des Dritten Weltkrieges.
2. Infanteristen und ein Militärhubschrauber im Vietnamkrieg, der von der Supermacht USA in diesem Jahrzehnt immer massiver geführt wird. Der Protest dagegen ist in Europa eng mit der 68er-Bewegung verknüpft.
3. Eine Sprengstoffexplosion während des Sechstagekriegs. Der Nahostkonflikt bleibt über Jahrzehnte ein beherrschendes Thema der Weltpolitik.
4. Protest bei den Olympischen Spielen 1968 während einer Siegerehrung US-amerikanischer Sportler.
5. Die „Pille“ wird ein verbreitetes Mittel der Familienplanung.
6. Martin Luther King bei seiner „I Have a Dream“-Rede
7. Die Beatles
8. Apollo 11: Menschen auf dem Mond (21. Juli 1969 um 2:56 UTC)

## Persönlichkeiten (Auswahl)

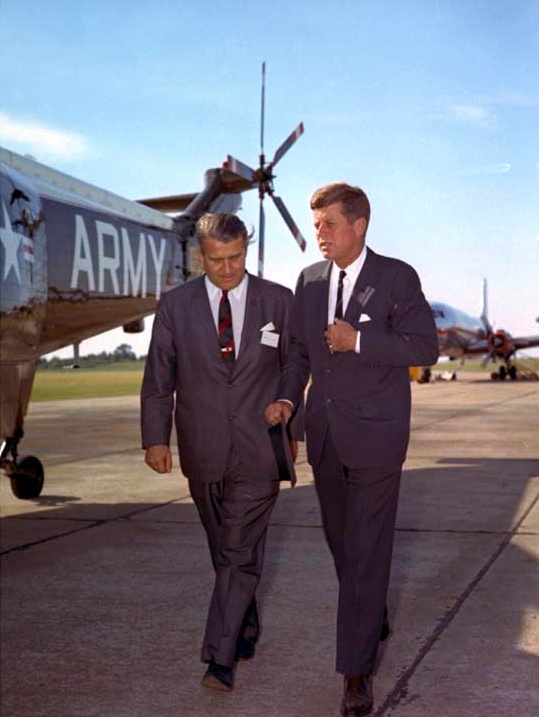
John F. Kennedy und Wernher von Braun

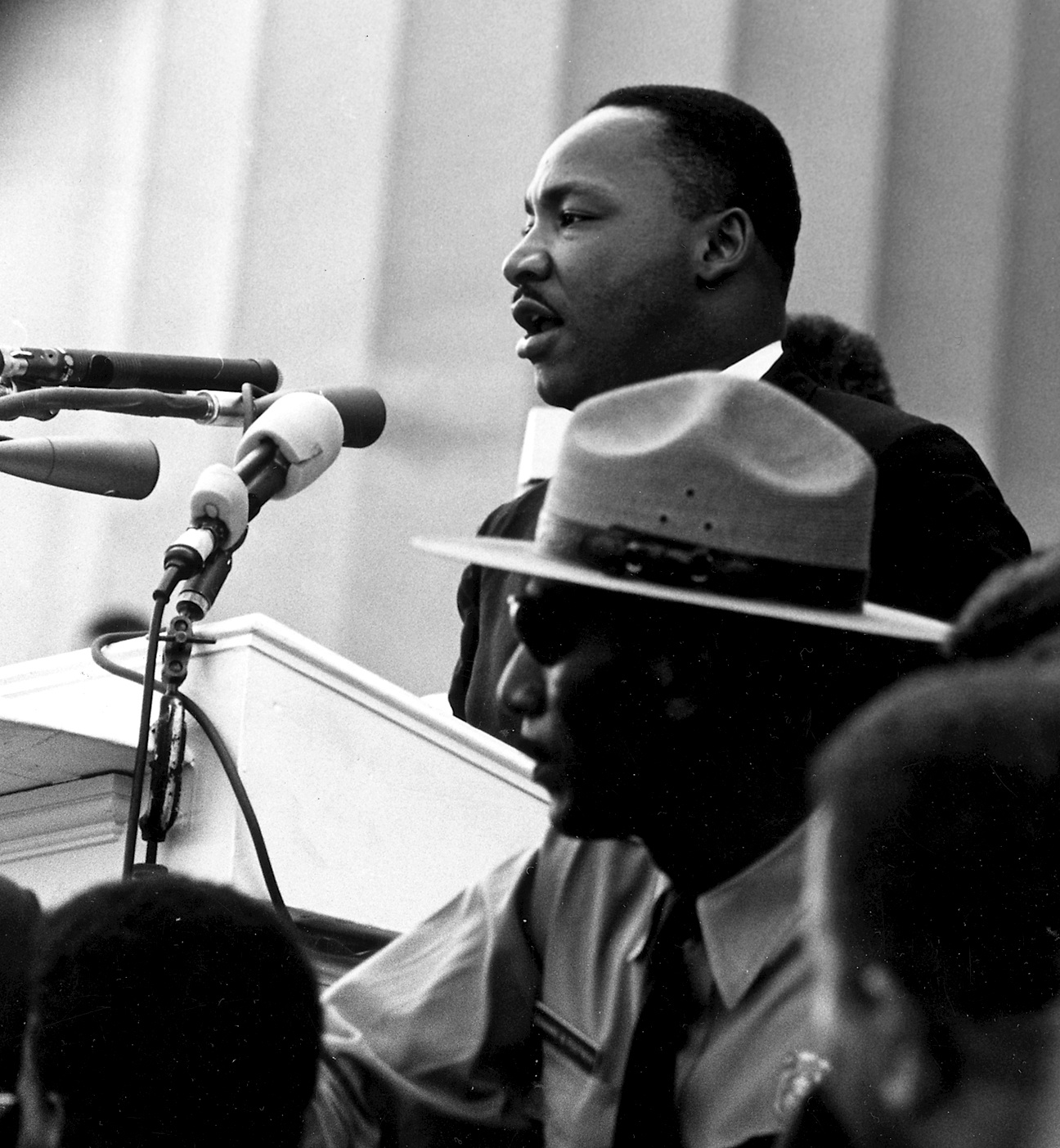
Martin Luther King

### Politik
- Konrad Adenauer
- Willy Brandt
- Charles de Gaulle
- Fidel Castro
- Nikita Sergejewitsch Chruschtschow
- Francisco Franco
- Rudi Dutschke
- Malcolm X
- Ludwig Erhard
- João Goulart
- Che Guevara
- Lyndon B. Johnson
- John F. Kennedy
- Robert F. Kennedy
- Richard Nixon
- Kenneth O’Donnell
- Dean Rusk
- Harold Macmillan
- Harold Wilson
- Hubert H. Humphrey
- Kurt Georg Kiesinger
- Martin Luther King
- Heinrich Lübke
- Walter Ulbricht
- David Ben-Gurion
- Levi Eschkol
- Gamal Abdel Nasser
- Kim Il-sung
- Mao Zedong

### Schriftsteller, Künstler und Intellektuelle
- Theodor W. Adorno
- Isaac Asimov
- James Graham Ballard
- Amiri Baraka
- Ernst Bloch
- Gwendolyn Brooks
- William S. Burroughs
- Truman Capote
- Rachel Carson
- Noam Chomsky
- Arthur C. Clarke
- Robert Crumb
- Philip K. Dick
- Betty Friedan
- Milton Friedman
- James Gill
- Allen Ginsberg
- Seamus Heaney
- Robert A. Heinlein
- Joseph Heller
- Frank Herbert
- Abbie Hoffman
- Jane Jacobs
- Ken Kesey
- Oswalt Kolle
- Philip Larkin
- Timothy Leary
- Phil Lesh
- Roy Lichtenstein
- György Ligeti
- Norman Mailer
- Herbert Marcuse
- Marshall McLuhan
- Thomas Pynchon
- Bertrand Russell
- Jean Rhys
- Carl Sagan
- Jean-Paul Sartre
- Charles M. Schulz
- Hans Sennholz
- Theodor Seuss Geisel (Dr. Seuss)
- John Steinbeck
- Gloria Steinem
- Tom Stoppard
- Barbra Streisand
- Hunter S. Thompson
- Gore Vidal
- Kurt Vonnegut
- Andy Warhol
- Alan Watts
- John Wayne
- Bob Weir
- Tom Wolfe

### Populärmusik und Jazz
- The Animals
- Aretha Franklin
- The Beach Boys
- The Beatles

- Bob Dylan
- Carlos Santana
- Creedence Clearwater Revival
- Cream
- The Doors
- Frank Zappa
- Grateful Dead
- James Brown
- Janis Joplin
- Jefferson Airplane
- Jimi Hendrix
- Joan Baez
- Joe Cocker
- John Coltrane
- Johnny Cash
- Joni Mitchell
- Leonard Cohen
- Marvin Gaye
- Miles Davis
- Ornette Coleman
- Elvis Presley
- The Rolling Stones
- Serge Gainsbourg
- Simon & Garfunkel
- Syd Barrett
- Ten Years After
- The Velvet Underground
- The Who
- The Yardbirds

### Sport
- Cassius Clay
- Uwe Seeler
- Pelé
- Garrincha
- Alfredo Di Stéfano
- Eusébio
- Bobby Charlton
- Skateboard
- Bob Beamon

### Sonstige
- Neil Armstrong
- Sean Connery
- Walt Disney
- Stan Laurel
- Bruce Lee
- Marilyn Monroe
- Rudolf Chametowitsch Nurejew
- Aristoteles Onassis
- Johannes XXIII.
- Helena Rubinstein
- Alan Shepard
- Phil Spector
- Sharon Tate
- Adam West